# Solcell

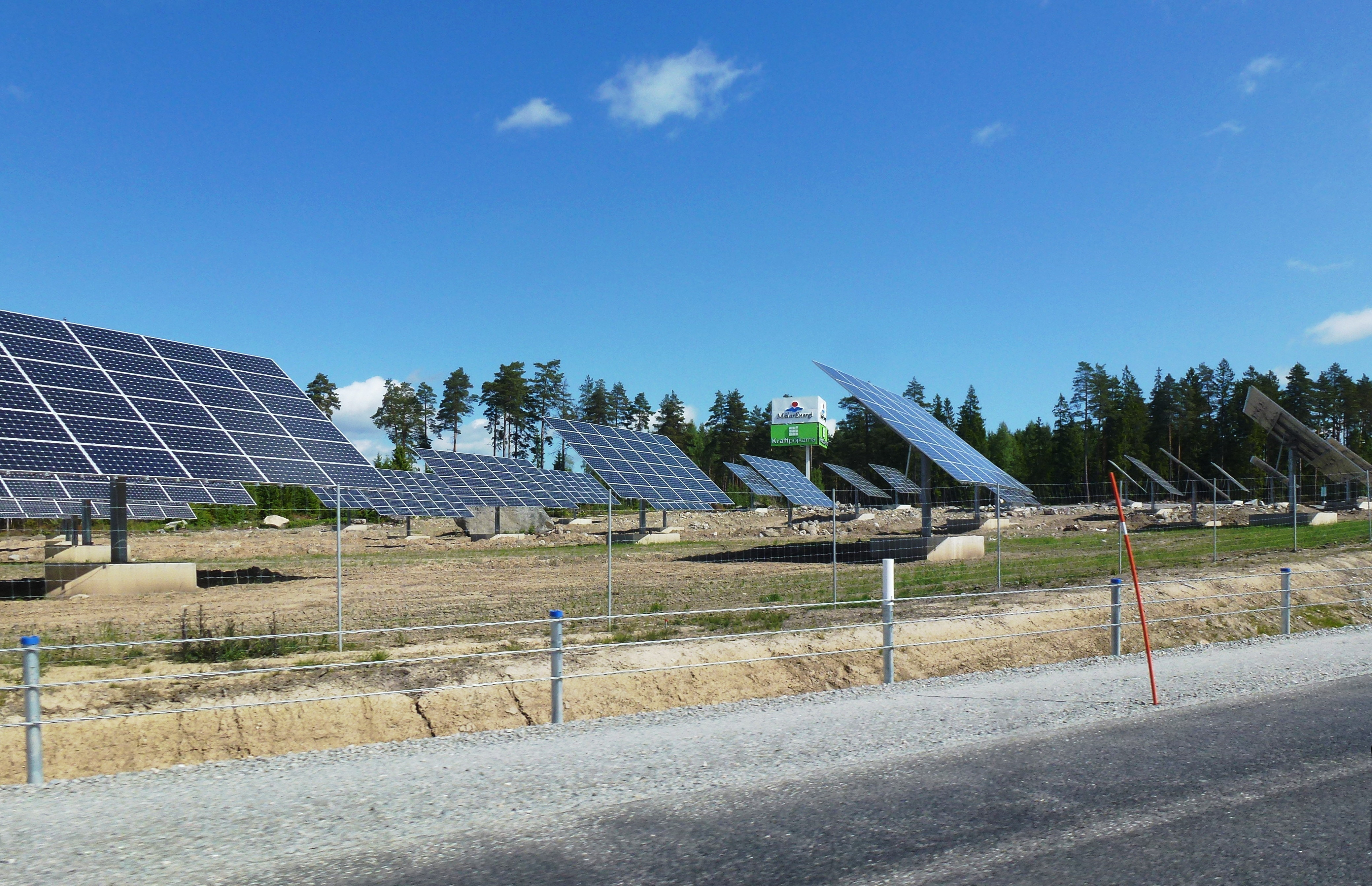
Solparken, Västerås var vid sin invigning i februari 2014 Nordens största rörliga solcellsanläggning.

Solceller är ljuskänsliga halvledardioder som omvandlar ljus till elektrisk ström. Elkraftförsörjning från solceller har flera användningsområden. Solceller används för energisystem i mindre skala, exempelvis för enskilda hushåll, men också för storskaliga installationer. De kan även nyttjas för att ladda mobiltelefoner, surfplattor och bärbara datorer samt driva små strömförbrukare som miniräknare.
En solcell eller en 'fotovoltaisk cell' är en anordning bestående av halvledare (ofta kisel) som fungerar som dioder. När dessa dioder belyses uppstår en elektrisk ström i diodens backriktning. Varje enskild cell ger upphov till en ganska låg spänning. Solceller seriekopplas därför i solpaneler för att erhålla en högre spänning. Man kan också parallellkoppla solcellerna om man vill öka strömstyrkan.

## Allmänt

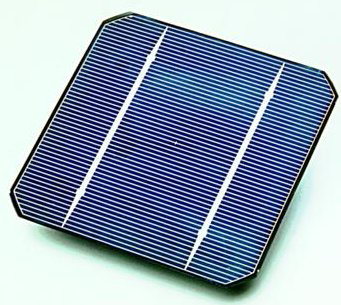
En solcell.

Man kan generellt dela upp solpaneler i två grupper, solpaneler med kristallina solceller samt tunnfilmssolceller. Kristallina celler är mest förekommande idag då de har högre verkningsgrad än tunnfilmsceller. De består av kisel som blivit dopat med olika ämnen för att få den önskade funktionen. De kristallina cellerna kan även de delas upp i två typer, polykristallina eller multikristallina och monokristallina celler.
Tunnfilmsolceller är en andra generations solceller vilka består av en eller flera tunna lager av ett fotovoltaiskt material deponerat på ett substrat såsom glas, plast eller metall. Tjockleken varierar mellan några få nanometer (nm) till tiotals mikrometer (µm), vilket är väsentligt mycket tunnare än kristallina kiselsolceller vilka kan ha en tjocklek på uppemot 200 µm. Den låga vikten och tunna tjockleken möjliggör för nya användningsområden såsom integrering i fönsterglas eller i tygmaterial som kroppsnära teknik. En tredje generation solceller är under utveckling. Den inkluderar bland annat organiska solceller, Grätzelsolcell (dye-sensitized solar cell, DSSC), kvantprick-solceller och perovskitsolceller.
Solceller har historiskt sett varit dyra och har mestadels använts på platser som inte nås av elnätet, exempelvis sommarstugor, satelliter och fyrar. Priset för solceller har dock under de första decennierna av 2000-talet sjunkit kraftigt till följd av teknikutveckling och en utbyggnad av produktionskapaciteten i världen. I takt med att priset har sjunkit har marknaden vuxit med i snitt cirka 40 % sedan år 2000 och i slutet av 2011 fanns ungefär 64 GWp solcellskapacitet installerat i världen, av vilket 98 % utgjordes av system uppkopplade på olika nationella elnät. 2017 hade den installerade kapaciteten ökat till 387 GWp.
Inom fysikalisk kemi och materialvetenskap pågår ständigt forskning för att effektivisera produktionen av solceller.
En allt mer populär design av solceller är de bifaciala solcellerna, som kan använda sig av belysning från både fram- och baksida av solcellen för att skapa elektricitet.

## Historia
Solceller har funnits sedan 1950-talet. Tekniken användes först i rymden för elförsörjning till satelliter, men var då väldigt dyr. Under 1970-talet började tekniken användas även på jorden.

## Förhållanden i Sverige

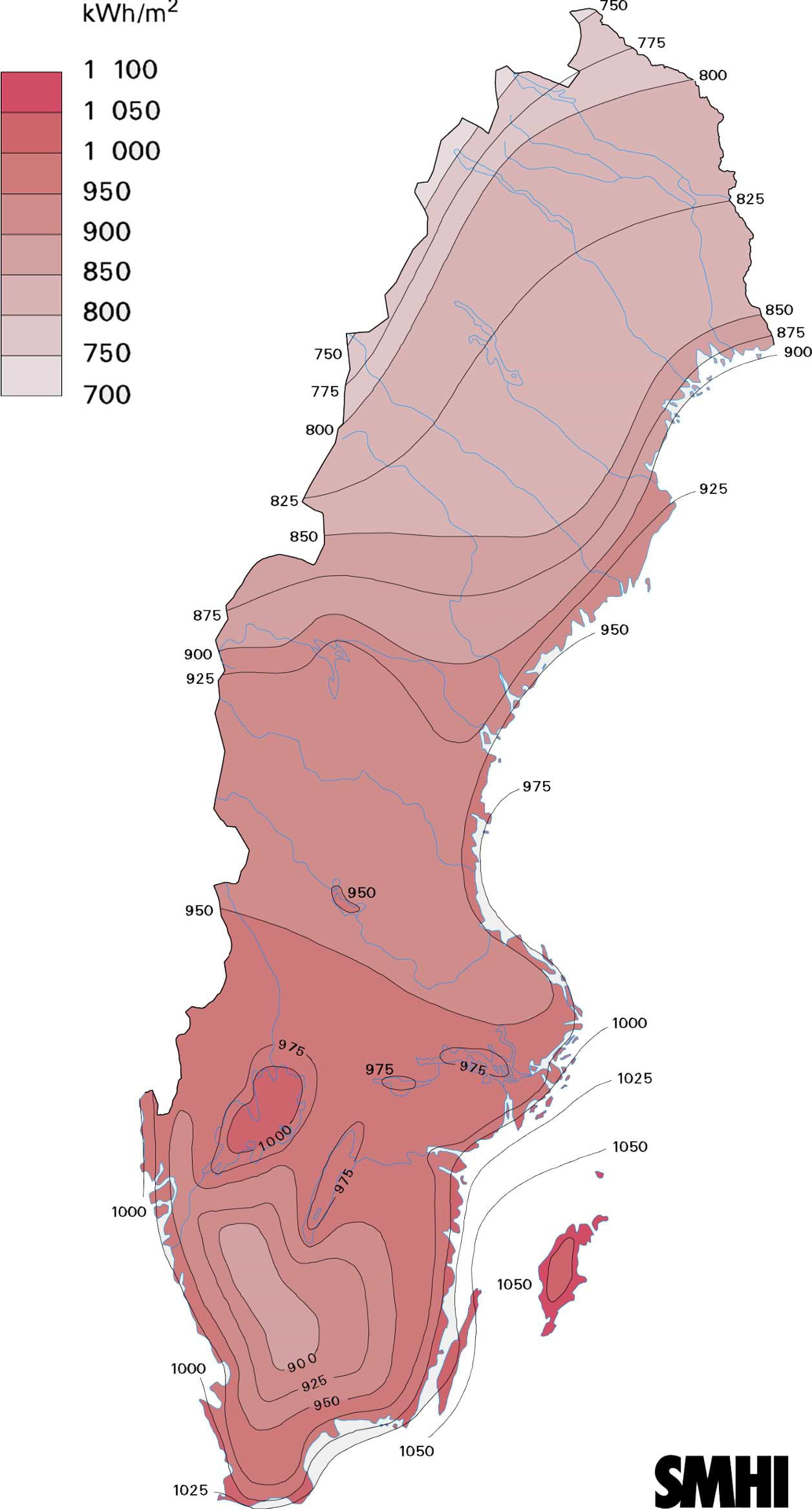
Solinstrålning för Sverige 2019.

I slutet av 2023 fanns det drygt 4 GW solcellsanläggningar i Sverige, som producerade 3 TWh.
I Sverige var solcellsmarknaden på frammarsch år 2018. Totalt installerades 180 MW solcellskapacitet i Sverige under 2018, vilket var en ökning med 78 %. Sammanlagt fanns vid slutet av 2018 ungefär 411 MW installerat i Sverige. Den växande marknaden var en följd av att bland annat solcellsstödet ökade från 20 till 30 procent, samtidigt som det blev allt billigare att installera solceller. I april 2019 sänkte regeringen återigen solcellsstödet till 20 procent, samtidigt som man höjde det totala stödet med 300 miljoner kronor jämfört med den budget som lades fram under hösten 2018. Investeringsbidraget för installation av solceller kan inte längre sökas. Det ersattes från och med 2021 av ett system med skattereduktion liknande RUT- och ROT-avdragen. Skattereduktionen sattes till 15 procent för solceller och 50 procent för lagring av egenproducerad elenergi samt laddpunkter för elfordon och man kan som mest få 50 000 SEK per person och per år. Skattereduktionen för installation av solceller höjdes till 20 procent den 1 januari 2023.
I slutet av 2011 låg priset för en enskild modul omkring 19 kr/W (exklusive moms) och ett typiskt färdiginstallerat system för ett villatak kostade runt 32 kr/W.
Under 2012 installerades 8,3 MW och 2013 installerades 19 MW i Sverige, vilket ger en total installerad toppeffekt på 43,1 MW i Sverige vid slutet av 2013.
Under 2019 fanns det 43 944 nätanslutna solcellsanläggningar i Sverige, vilket var en ökning med cirka 74,4 procent i jämförelse med 2018.
Vid slutet av 2023 fanns det cirka 250 000 nätanslutna anläggningar. De förväntas producera cirka 3 TWh under år 2024, en siffra som enligt Energimyndigheten förväntas öka till 9 Twh år 2029. 
>>

## Solcellsparker
Sveriges största solcellsparker
| Namn                           | Ort              | Solcells- yta m2 | Effekt MWp | Produktion GWh/år | Storlek hektar | Produktions- start | Kommentar                                               |
| ------------------------------ | ---------------- | ---------------- | ---------- | ----------------- | -------------- | ------------------ | ------------------------------------------------------- |
| Strängnäs Solpark              | Strängnäs        | 70 720           | 21         | 20                | 35             | 2020               | 41 600 paneler. EnergiEngagemang byggde åt HSB          |
| Skurup                         | Skurup           | -                | 18         | 19                | 26             | 2022               | Alight byggde åt Martin & Servera. 35 000 solpanelerna  |
| Solcellsparken i Linköping     | Linköping        | 59 000           | 12         | 11,5              | 13,5           | 2020-07-09         | Tekniska Verken                                         |
| Govlösa Solpark                | Mjölby           |                  | 6          | 5                 |                | 2024               | Entreprenör: EnergiEngagemang Ägare: Tekniska Verken    |
| Sparbanken Skånes Solcellspark | Sjöbo            | -                | 5,8        | -                 | 11,2           | 2019 juni          | 20 120 paneler, 3 ägare, i drift                        |
| Solinavium                     | Utby, Göteborg   |                  | 5,5        |                   |                | 2021               | Göteborg Energi                                         |
| Nya Solevi                     | Säve, Göteborg   | 28 000           | 5,5        | 5,5               | 10,7           | 2018-12-14         | 20 018 paneler, andelspark, Göteborg Energi             |
| Solskenet                      | Borås            |                  | 5          |                   |                |                    |                                                         |
| Fyrislund Solpark              | Uppsala          | 30 000           | 4,4        | 4                 | 7,0            | 2021 februari      | 11 000 paneler, Vattenfall byggde åt Vasakronan         |
| Solpunkten C4 Energi           | Kristianstad     |                  | 4          |                   |                | 2020               |                                                         |
| Hisingen Logistikpark          | Göteborg         |                  | 3,7        |                   |                |                    | Solenergipriset Årets Anläggning 2021                   |
| Komatsu Umeå                   | Umeå             |                  | 3,2        |                   |                | 2021               |                                                         |
| Solcellspark Östersund         | Östersund        |                  | 3          | 3                 | 6              | 2020               | 10 000 paneler, Andelspark 30 000 andelar               |
| Solsidan                       | Tvååker          | 15 000           | 2,7        | 3                 | 6              | 2016               | 9 300 paneler. Solenergipriset Årets Anläggning 2017    |
| Karlskrona Solpark             | Karlskrona       |                  | 2,4        |                   | 7,5            | 2019               | Etapp 1 & 2 klara, andelspark                           |
| Törneby Solpark                | Kalmar           | 15 000           | 2,5        | 2,3               | 4              | 2019               | Andelspark (i drift) Etapp 1- 0,75 MW Etapp 2 - 0,75 MW |
| ETC Solpark                    | Katrineholm      |                  | 2,2        |                   |                | 2017               |                                                         |
| Solcellsparken i Landskrona    | Landskrona       |                  | 2,2        |                   |                | 2017               |                                                         |
| Solcellspark NÄL               | Trollhättan      |                  | 2,2        |                   |                | 2017               |                                                         |
| Elvireborgs Solpark            | Södra Möinge     |                  | 1,6        |                   |                | 2020               |                                                         |
| Susegården Solpark             | Getinge/Kvibille |                  | 1,5        |                   |                | 2021               |                                                         |
| Apotea                         | Morgongåva       | 9 000            | 1,5        | 1,4               | 3,8            | 2017               | 5 560 paneler takmonterat                               |

## Solcellens tillväxt i världen
Världens kumulativt installerade effekt av solceller har ökat kraftigt under 2010-talet. 2017 ökade världens solceller med 98 GW, vilket är en ökning med 29% sett till installationskapacitet från år till år. Den kumulativt installerade kapaciteten var 402 GW vid 2017 års slut, tillräckligt för att leverera 2,14 procent av världens totala elförbrukning.
Världens kumulativt installerade effekt av solceller angiven i megawatt [MWp] per region.
- Europa
- Asien-Stillahavsregionen (ej Kina)
- Amerika
- Kina
- Mellanöstern och Afrika
- Resten av världen
- Data per region finns ännu inte för 2017. För 2018 anges prognos.

### Solceller per land
| Nr | Land           | Kumulativ effekt (GW) |
| -- | -------------- | --------------------- |
| 1  | Kina           | 131                   |
| 2  | USA            | 51                    |
| 3  | Japan          | 49                    |
| 4  | Tyskland       | 42                    |
| 5  | Italien        | 19,7                  |
| 6  | Indien         | 18,3                  |
| 7  | Storbritannien | 12,7                  |
| 8  | Frankrike      | 8                     |
| 9  | Australien     | 7,2                   |
| 10 | Spanien        | 5,6                   |
|    | Sverige        | 0,4                   |

| Nr | Land   | Installerad effekt (GW) |
| -- | ------ | ----------------------- |
| 1  | Kina   | 53                      |
| 2  | USA    | 10,6                    |
| 3  | Indien | 9,1                     |

| Nr | Land     | Effekt (W) per capita |
| -- | -------- | --------------------- |
| 1  | Tyskland | 518                   |
| 2  | Japan    | 386                   |
| 3  | Belgien  | 338                   |

## Hur en solcell fungerar

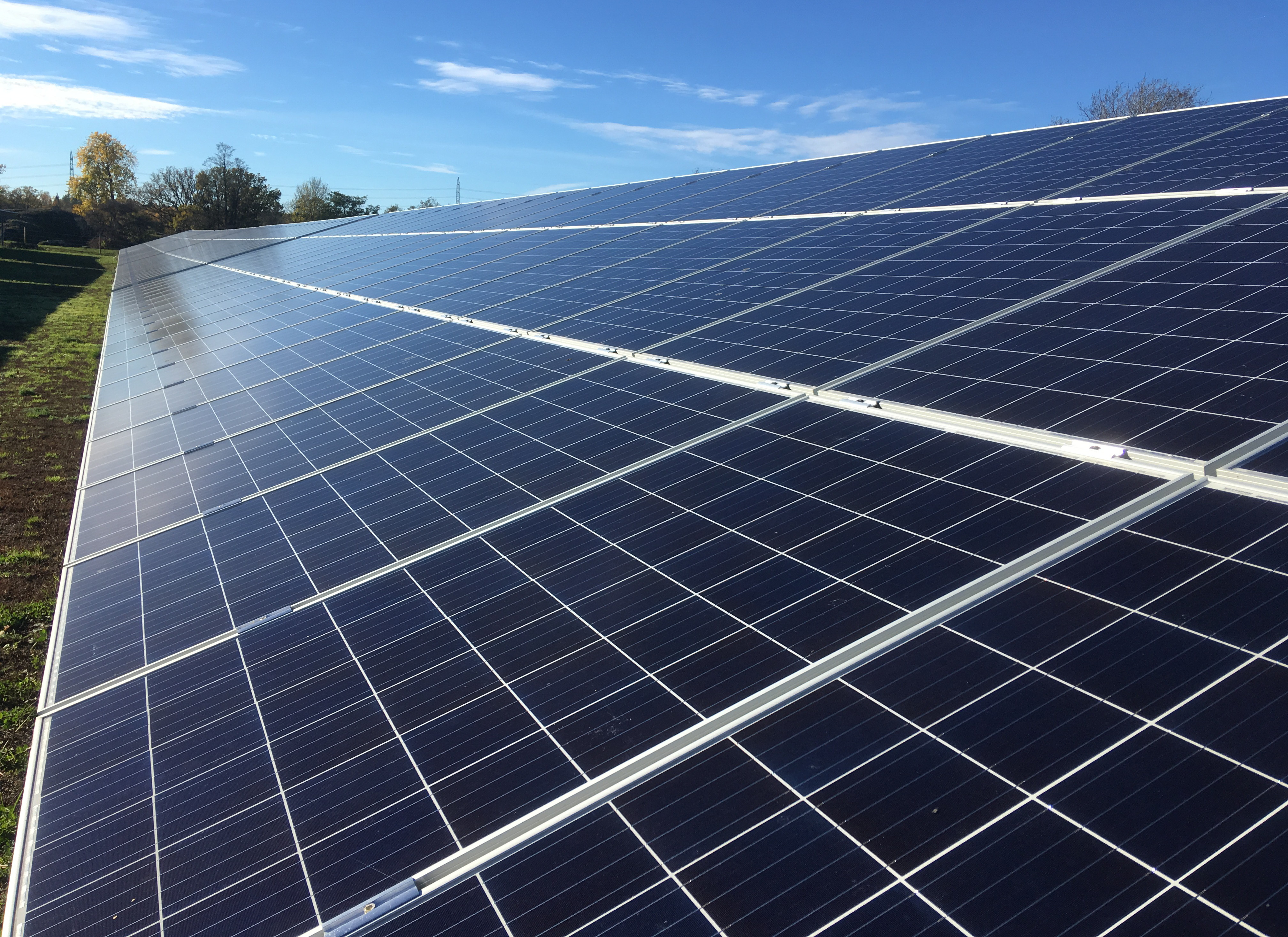
Solcellspaneler i Ågesta solaranläggning.

En solcell är en typ av fotodiod. Det vanligaste ämnet i solceller är kristallint kisel som har fyra valenselektroner. Kisel förmår dock binda upp till åtta elektroner i det yttersta elektronskiktet och eftersom varje atom önskar fylla samtliga tomma bindningar binder de till varandra och skapar kiselkristaller. För att solcellen ska fungera behövs två olika skikt: ett p-dopat och ett n-dopat skikt. I p-skiktet tillförs ett material med tre valenselektroner, exempelvis bor, vilket gör att det finns fria bindningsmöjligheter, så kallade elektronhål. I n-skiktet tillförs ett ämne med fem valenselektroner, exempelvis fosfor. Processen att dopa n- respektive p-skiktet leder till överskott av elektronhål i p-skiktet, samtidigt som det blir ett överskott på elektroner i n-skiktet.
När n-skiktet och p-skiktet förs samman fås en så kallad PN-övergång. I PN-övergången sker en reaktion mellan p-skiktet och n-skiktet där fria elektroner och fria elektronhål rekombineras med varandra. Därmed uppstår ett spärrskikt i form av ett elektriskt fält som fungerar som en diod. Detta fält kan då flytta elektroner från p-sidan till n-sidan, motsatt det som tidigare skedde innan spärrskiktet uppstått.
När solljus träffar p-sidan exciteras elektroner så att de är fria att röra sig i materialet. Det ger både en fri elektron och ett fritt elektronhål på p-sidan. Om en fri elektron på p-sidan kommer tillräckligt nära PN-skiktet så kommer det elektriska fältet på p-sidan att skicka över elektronen till n-sidan, det vill säga den sida som från början redan hade ett överskott på elektroner. På motsatt vis kommer fotoner som träffar och lösgör elektroner på n-sidan leda till att de elektronhål som uppstår då flyttas från n-sidan till p-sidan. Detta kan betraktas som en process som leder till att n-sidan successivt blir mer och mer negativ samtidigt som p-sidan successivt blir allt mer positiv. I och med detta har finns möjligheten att låta solcellen utföra arbete genom att koppla ihop n-sidan och p-sidan där det går en ström av elektroner. Därefter kan en motor eller något annat som drivs av elektricitet anslutas.
Solceller tappar i verkningsgrad när temperaturen stiger. Det har visat sig att det är förhållandevis enkelt att använda passiv kylning och därmed minska förlusterna när temperaturen stiger. Den ökade effektiviteten vid lägre temperaturer gynnar solcellsanläggningar i landets nordligare delar, vilket delvis väger upp nackdelarna med färre soltimmar per år.